# Cape Upstart National Park
Cape Upstart National Park är en park i Australien. Den ligger i delstaten Queensland, omkring 1 000 kilometer nordväst om delstatshuvudstaden Brisbane.
Trakten är glest befolkad. Det finns inga samhällen i närheten.
I omgivningarna runt Cape Upstart National Park växer huvudsakligen savannskog. Savannklimat råder i trakten. Genomsnittlig årsnederbörd är 1 066 millimeter. Den regnigaste månaden är mars, med i genomsnitt 276 mm nederbörd, och den torraste är september, med 2 mm nederbörd.